# Фудзіта Сеїя
Сеїя Фудзіта (яп. 藤田 征也, нар. 2 червня 1987, Саппоро) — японський футболіст, півзахисник клубу «Сьонан Бельмаре».
Виступав, зокрема, за клуби «Консадолє Саппоро» та «Альбірекс Ніїгата», а також молодіжну збірну Японії.

## Клубна кар'єра
У дорослому футболі дебютував 2006 року виступами за команду клубу «Консадолє Саппоро», в якій провів п'ять сезонів, взявши участь у 166 матчах чемпіонату.  Більшість часу, проведеного у складі «Консадолє Саппоро», був основним гравцем команди.
Своєю грою за цю команду привернув увагу представників тренерського штабу клубу «Альбірекс Ніїгата», до складу якого приєднався 2011 року. Відіграв за команду з міста Ніїгати наступні три сезони своєї ігрової кар'єри. Граючи у складі «Альбірекс Ніїгата» також здебільшого виходив на поле в основному складі команди.
До складу клубу «Сьонан Бельмаре» приєднався 2014 року. Станом на кінець 2017 року відіграв за команду з Хірацуки 99 матчів в національному чемпіонаті.

## Виступи за збірну
2007 року залучався до складу молодіжної збірної Японії. У її складі був учасником молодіжного чемпіонату світу 2007 року. На молодіжному рівні зіграв у 4 офіційних матчах.